# Matevž Reiser
Dr. Matevž (Matthäus) Reiser, pravnik, notar, mariborski župan (Bürgermeister), * 1830 v Weilersbachu, † (?). 

## Življenjepis
Rojen je bil leta 1830 v Weilersbachu na Badenskem. Njegov stric, Otmar Reiser ga je vzel k sebi v Maribor. Po zaključeni gimnaziji je v Gradcu študiral pravo. 
Po vrnitvi v Maribor se je vključil v javno življenje in leta 1861 postal občinski svetovalec, član direkcije in pravni svetovalec mestne hranilnice, prvega mariborskega kreditnega zavoda. Po stričevi smrti je postal še notar. 
Mariborski župan je bil od leta 1870 do 1882.
Za svoje zasluge ga je mesto leta 1883 razglasilo za častnega meščana.

## Županovanje
Leta 1870 je po odstopu prejšnjega župana prišlo do krize v vodenju občine, ker poleg liberalne večine konzervativna manjšina ni hotela izvoliti svojega somišljenika, županovega namestnika. Občinski svet je dr. Matevža Reiserja leta 1870 skoraj soglasno izvolil za župana. 
Leta 1876 je mesto zamenjalo prvi, skoraj sto let star sistem oštevilčenja hiš kot celoti z novim, še sedaj veljavnim sistemom oštevilčenja hiš po ulicah, cestah in trgih.
Maribor je dobil višjo realko in zgradil poslopje zanjo. V dveh fazah, leta 1871 in 1882 so uredili mestni park. Dežela je ustanovila vinarsko šolo, povečana je bila bolnišnica in šola v magdalenskem predmestju. Občina je dosegla ustanovitev moške kaznilnice v Mariboru. Južna železnica je odprla šolo za otroke delavcev in uradnikov svojih delavnic. Namesto prejšnje nedeljske so ustanovili obrtno nadaljevalno šolo. Leta 1872 je Maribor dobil še Mariborsko eskomptno banko in podružnico Štajerske eskomptne banke. 
Občinsko zastopstvo, ki se je po statutu iz leta 1866 imenovalo občinski odbor, se je s statutom iz leta 1871 preimenovalo v občinski svet. Do leta 1872 je imel 24 članov, po letu 1872 pa 30. Mandat občinskih odbornikov in po letu 1872 občinskih svetovalcev je trajal tri leta.
Leta 1871 je imelo mesto 124 uradnikov (v to niso všteti učitelji). 